# Slagdijkstermolen
De Slagdijkstermolen (Fries: Slagdykster Mole) is een poldermolen in de polder van Stiens aan de Finkumervaart. Het staat nabij het Friese dorp Finkum, dat in de Nederlandse gemeente Leeuwarden ligt.

## Beschrijving
De Slagdijkstermolen is een maalvaardige grondzeiler, die ongeveer 750 meter ten westen van Finkum staat. De molen werd in 1864 gebouwd voor het in- en uitmalen van de 1350 pondemaat (ca. 500 ha) grote Slagdijksterpolder. Hij verloor in 1931 zijn functie aan een in de molen geplaatste ruwoliemotor. Vier jaar later werden het wiekenkruis en de kap verwijderd, maar de romp van de molen bleef in gebruik als poldergemaal.
In 1985 werd de Slagdijkstermolen eigendom van de Stichting De Fryske Mole. Al geruime tijd bestaande restauratieplannen konden echter pas worden verwezenlijkt, nadat in 2006 de provincie Friesland daarvoor 60.000 euro subsidie beschikbaar stelde. Bij de herbouw van de molen werden onderdelen gebruikt van de in 1994 door brandstichting grotendeels verwoeste Camminghabuurstermolen bij Leeuwarden. De gerestaureerde Slagdijkstermolen werd in 2008 opgeleverd.